# Кублановський Валерій Семенович
Валерій Семенович Кублановський (народився 17 грудня 1936 в Одесі) — український електрохімік, доктор хімічних наук (1981), професор (1988), лауреат Національної премії України імені Бориса Патона (2021).

## Життєпис
Закінчив Одеський університет у 1959 році. Після завершення навчання працював в Одесі в Чорноморському морському пароплавстві. У 1960—1961 роках працював на Одеській гідробіологічній станції Інституту гідробіології Академії наук Української РСР. З 1962 року працює в Києві в Інституті загальної та неорганічної хімії імені В. І. Вернадського Національної академії наук України, де з 1983 року обіймає посаду завідувача відділу електрохімічного матеріалознавства та електрокаталізу.

## Науковець
Його наукові дослідження зосереджені на теорії електродних процесів, електрохімічному масопереносі, електрохімії координаційних сполук, хімічних джерелах струму, електрокаталізі, теоретичній і прикладній гальванотехніці та електрохімічній екології.
Є членом вченої ради Міжвідомчого відділення електрохімічної енергетики НАН України, членом вченої ради Інституту загальної та неорганічної хімії імені В. І. Вернадського НАН України, членом редакційної колегії журналу «Український хімічний журнал».

## Громадський діяч
З 1996 року є президентом Українського електрохімічного товариства, а з 2000 року — членом Європейської федерації корозії.

## Відзнаки
- Премія НАН України імені О. І. Бродського — за цикл праць «Будова і реакційна здатність координаційних сполук металів в електроосадженні та електрокаталізі» (2018)
- Національна премія України імені Бориса Патона — за роботу «Електрохімія функціональних матеріалів та систем» (2021)[5]

## Праці
Серед основних праць:
1. Концентрационные изменения в приэлектродных слоях при электролизе. К., 1978 (співавт.);
2. Импульсный электролиз. К., 1990 (співавт.);
3. Механизм электродных реакций координационных соединений // УХЖ. 1993. № 5;
4. Импульсный электролиз сплавов. К., 1996 (співавт.);
5. Научные достижения и направления работ в области электрохимии водных растворов // УХЖ. 2004. № 7;
6. Санитарно-микробиологическая и гигиеническая оценка водных сред, обработанных холодной плазмой. Дн., 2009 (співавт.);
7. Електрохімія в Україні // Вісн. Нац. тех. університету «Харків. політех. інститут». 2010. № 3.